# Johannes Hans Jensen
Johannes Hans Daniel Jensen (Hamburg, Alemanya, 1907 - Heidelberg, 1973) fou un físic alemany guardonat amb el Premi Nobel de Física l'any 1963.

## Biografia
Va néixer el 25 de juny de 1907 a la ciutat alemanya d'Hamburg. Ingressà a la Universitat d'Hamburg per estudiar física l'any 1926. Professor de l'Institut Tecnològic de Hannover des del 1937 fins al 1941, el 1949 fou nomenat professor de física a la Universitat de Heidelberg.
Jensen morí l'11 de febrer de 1973 a la ciutat de Heidelberg.

## Recerca científica
El 1930, inicià els seus treballs al voltant del nucli atòmic, i aconseguí una anàlisi empírica d'aquest el 1939. Durant els anys 40, dugué a terme estudis sobre aquest nucli atòmic, arribant a les mateixes conclusions que la física nord-americana Maria Göppert-Mayer sobre l'estructura nuclear orbital.
El 1963, Jensen i Göppert-Mayer foren guardonats, juntament amb Eugene Paul Wigner, tot i que per treballs diferents, amb el Premi Nobel de Física.